# Кубок Румунії з футболу 2013—2014
Кубок Румунії з футболу 2013–2014 — 76-й розіграш кубкового футбольного турніру в Румунії. Титул вперше здобула Астра.

## Календар
| Раунд           | Дата                              |
| --------------- | --------------------------------- |
| Перший раунд    | 17 липня 2013                     |
| Другий раунд    | 30-31 липня 2013                  |
| Третій раунд    | 13 серпня 2013                    |
| Четвертий раунд | 27 серпня 2013                    |
| П'ятий раунд    | 10-11 вересня 2013                |
| 1/16 фіналу     | 24-26 вересня 2013                |
| 1/8 фіналу      | 29-31 жовтня 2013                 |
| 1/4 фіналу      | 3-5 грудня 2013                   |
| 1/2 фіналу      | 26-27 березня - 16-17 квітня 2014 |
| Фінал           | 23 травня 2014                    |

## Регламент
У перших п'яти раундах беруть участь клуби нижчих дивізіонів чемпіонату Румунії. Клуби провідного дивізіону стартують з 1/16 фіналу. На всіх стадіях окрім півфіналів, команди грають по одному матчу.

## 1/16 фіналу
| Команда 1                                 | Рахунок | Команда 2                  |
| ----------------------------------------- | ------- | -------------------------- |
| 24 вересня 2013                           |         |                            |
| Васлуй                                    | 1:0     | Метатул (Решица) (2)       |
| Дорохой (3)                               | 0:3     | Віторул (Констанца)        |
| Корона (Брашов)                           | 1:0     | СК Бакеу (2)               |
| Бігор (Орадя) (2)                         | 0:1     | АКС Полі Тімішоара         |
| Кіндія (Тирговіште) (3)                   | 2:0     | Сегята (Неводарі)          |
| Ріпенсія (Тімішоара) (5)                  | 2:1     | Університатя (Клуж-Напока) |
| Динамо (Бухарест)                         | 4:0     | Сенететея Клуж (4)         |
| 25 вересня 2013                           |         |                            |
| Пандурій                                  | 4:0     | Фарул (Констанца) (2)      |
| Петролістул Карпоні (Болдешть-Скеєнь) (4) | 0:4     | Газ Метан                  |
| Глорія (Бузеу) (2)                        | 0:2 дч  | Ботошані                   |
| Брашов                                    | 3:1     | ЧФР (Клуж-Напока)          |
| КС Університатя (Крайова) (2)             | 0:1     | Петролул                   |
| 26 вересня 2013                           |         |                            |
| Астра                                     | 4:1     | АКС Берчень (2)            |
| Оцелул                                    | 6:2     | Конкордія                  |
| Рапід (Бухарест) (2)                      | 3:1     | Чахлеул                    |
| Стяуа                                     | 4:0     | Авентул (Бирсана) (4)      |

## 1/8 фіналу
| Команда 1                | Рахунок | Команда 2               |
| ------------------------ | ------- | ----------------------- |
| 29 жовтня 2013           |         |                         |
| Ріпенсія (Тімішоара) (5) | 0:4     | Пандурій                |
| Васлуй                   | 4:1     | Ботошані                |
| Газ Метан                | 0:1     | Астра                   |
| 30 жовтня 2013           |         |                         |
| Брашов                   | 0:1     | Віторул (Констанца)     |
| Стяуа                    | 2:0     | АКС Полі Тімішоара      |
| 31 жовтня 2013           |         |                         |
| Оцелул                   | 2:1     | Корона (Брашов)         |
| Динамо (Бухарест)        | 5:0     | Кіндія (Тирговіште) (3) |
| Рапід (Бухарест) (2)     | 0:2     | Петролул                |

## 1/4 фіналу
| Команда 1           | Рахунок | Команда 2 |
| ------------------- | ------- | --------- |
| 3 грудня 2013       |         |           |
| Віторул (Констанца) | 0:3     | Астра     |
| 4 грудня 2013       |         |           |
| Петролул            | 4:2 дч  | Васлуй    |
| Динамо (Бухарест)   | 1:0     | Пандурій  |
| 5 грудня 2013       |         |           |
| Стяуа               | 2:0     | Оцелул    |

## 1/2 фіналу
| Команда 1                 | Заг. | Команда 2         | 1-й матч | 2-й матч |
| ------------------------- | ---- | ----------------- | -------- | -------- |
| 26 березня/16 квітня 2014 |      |                   |          |          |
| Петролул                  | 1:2  | Астра             | 0:0      | 1:2      |
| 27 березня/17 квітня 2014 |      |                   |          |          |
| Стяуа                     | 6:3  | Динамо (Бухарест) | 5:2      | 1:1      |

## Фінал
| 23 травня 2014 21:00 (EEST) |

| Стяуа | 0:0 дч   | Астра |
| ----- | -------- | ----- |
|       | Протокол |       |

| Національний стадіон, Бухарест Глядачів: 48 201 Арбітр: Овідіу Гацеган |

|                                     |     | Пенальті                                      |  |
| Кешеру · Варела · Пінтілій · Шукала | 2:4 | Лабан · Мораїс · Крістеску · Будеску · Яладзе |  |